# Mù tạc (cây)
Mù tạc hay mù tạt (tiếng Pháp "moutarde") là tên gọi chung để chỉ một số loài thực vật thuộc chi Brassica và chi Sinapis trong họ Brassicaceae. Hạt mù tạc nhỏ được sử dụng để làm gia vị, hoặc nghiền hạt nhỏ sau đó trộn với nước, dấm hay các chất lỏng khác trở thành các loại bột nhão làm mù tạc thương phẩm có màu vàng. Hạt của chúng cũng được ép để sản xuất dầu mù tạc, và lá non của chúng có thể ăn như một loại cải xanh.

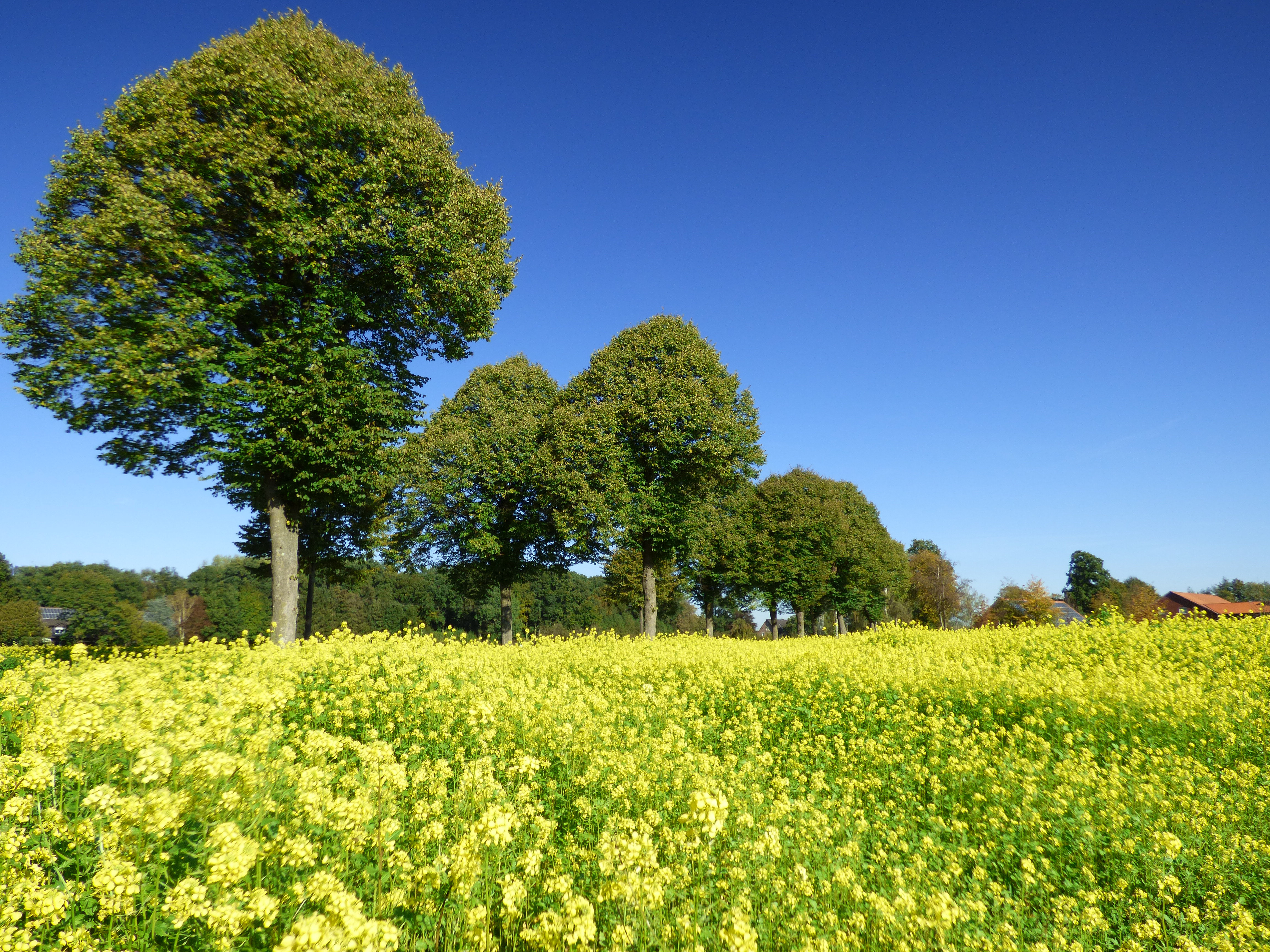
Cánh đồng hoa mù tạc Sinapis alba vào tháng 10 tại Gescher, Đức

Tại Trung Âu, những cánh đồng hoa nở vàng vào cuối mùa hè và đầu mùa thu (tháng 9 và tháng 10) hầu hết là cải mù tạc, như thường được sử dụng như một loại cây trồng phủ đất và dùng làm phân xanh sau mùa vụ chính, không phải là cải dầu như nhiều người nhìn nhầm.
Tại Trung Á, hoa thường nở vào tháng 1 đến tháng 3.

## Lịch sử
Theo Encyclopædia Britannica, mù tạt được trồng bởi nền văn minh lưu vực sông Ấn 2500–1700 TCN. Theo Ủy ban Phát triển Mù tạc Saskatchewan (Saskatchewan Mustard Development Commission), "Một số tài liệu được biết sớm nhất về việc sử dụng mù tạc đã được  ghi trong văn bản tiếng Sumer và tiếng Phạn từ năm 3000 trước công nguyên".

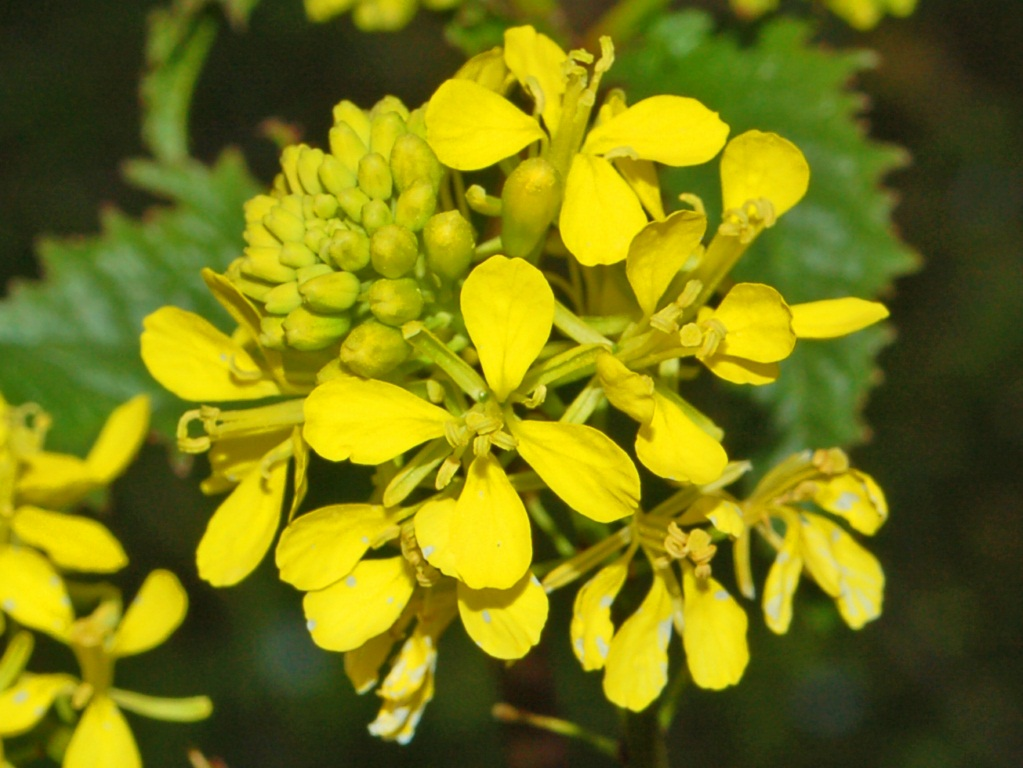
Sinapis arvensis

## Các loài và sử dụng
Mù tạc trắng (Brassica hirta  hoặc Sinapis alba) mọc hoang dại tại Bắc Phi, Trung Đông và khu vực ven Địa Trung Hải của châu Âu và được phổ biến xa hơn do gieo trồng; mù tạc nâu hay mù tạc Ấn Độ (B. juncea), có nguồn gốc từ chân dãy núi Himalaya, được trồng với quy mô thương mại tại Anh, Canada và Hoa Kỳ; mù tạc đen (B. nigra) tại Argentina, Chile, Hoa Kỳ và một số nước châu Âu. Canada và Nepal là hai quốc gia sản xuất hạt mù tạc lớn trên thế giới, trong đó chiếm khoảng 57% sản lượng thế giới trong năm 2010.

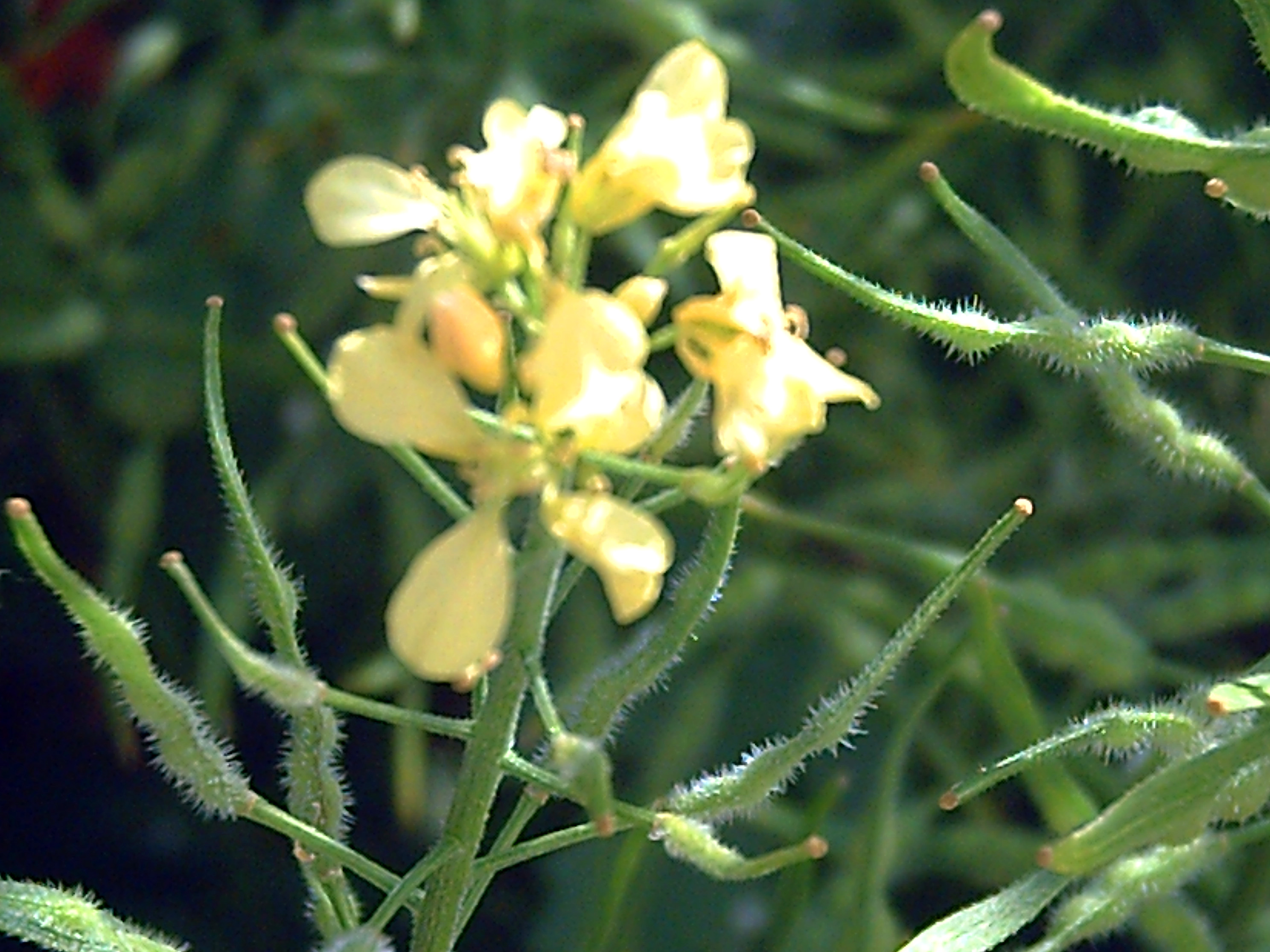
Hoa Sinapis alba bắt đầu tàn và nở trái

Mù tạt trắng (Sinapis alba) cũng thường được sử dụng như một loại cây trồng phủ giữ đất và làm phân xanh ở châu Âu (giữa Anh và Ukraine).  Có số lượng lớn các giống khác nhau, ví dụ: ở Đức, Hà Lan, chủ yếu là khác biệt về độ nở hoa và khả năng chống lại các loài sâu bọ (như là Heterodera schachtii). Nông dân thích các giống có hoa nở muộn, không sản xuất hạt giống, chúng có thể trở thành cỏ dại trong năm sau. Sức phát triển nhanh rất quan trọng để che phủ đất một cách nhanh chóng và ngăn chặn cỏ dại và bảo vệ đất chống xói mòn. Trong luân canh với củ cải đường, khu đất có khả năng chống vài loại sâu bọ tốt hơn.
Có những nghiên cứu gần đây nhằm tạo ra các giống mù tạc có chứa hàm lượng dầu cao hơn để sử dụng trong sản xuất dầu điêzen sinh học, một loại nhiên liệu lỏng tái sinh tương tự như dầu điêzen. Dầu điêzen sinh học từ dầu mù tạc có các tính chất chịu lạnh tốt và có chỉ số cetan khá. Bã còn lại sau khi ép dầu cũng là một loại thuốc trừ sâu có hiệu quả. xem ở đây Lưu trữ ngày 17 tháng 11 năm 2004 tại Wayback Machine
Ngoài mù tạc, chi Brassica còn bao gồm cả cải bắp, súp lơ, cải dầu và cải củ v.v.
Quan hệ di truyền thú vị giữa các loài mù tạc đã được theo dõi, và được miêu tả như là tam giác U.

## Hình ảnh

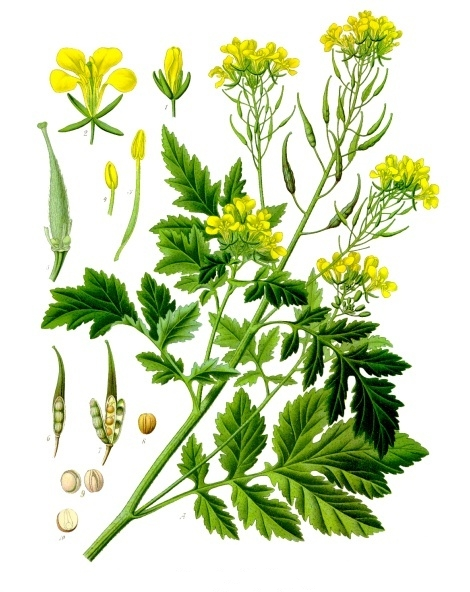
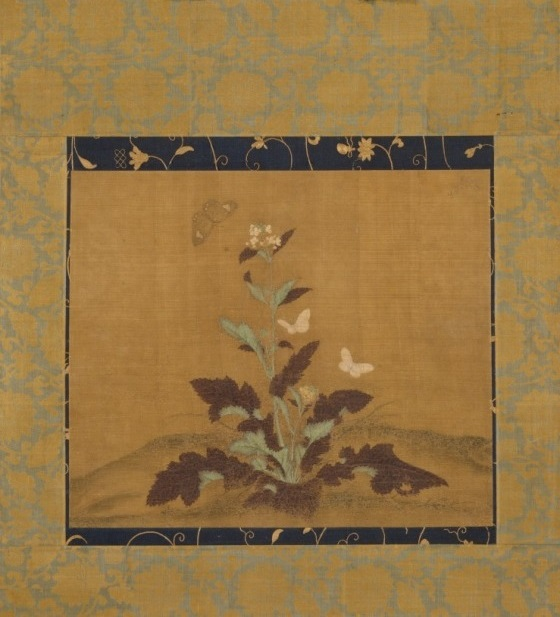
Cây mù tạc và bướm, tranh lụa đầu giữa triều đại nhà Minh khoảng năm 1368–1550
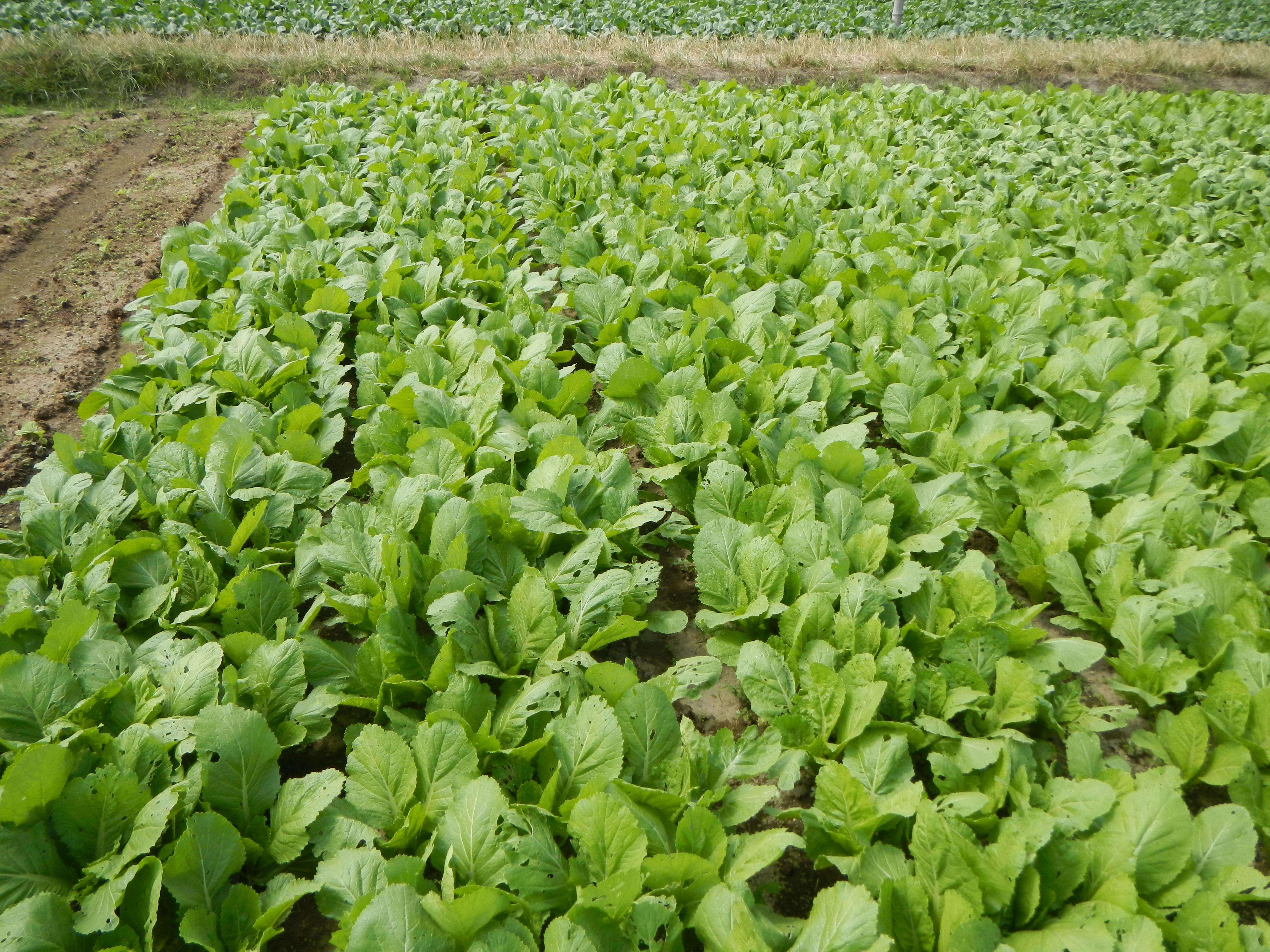
Brassica juncea  (Cải bẹ xanh)
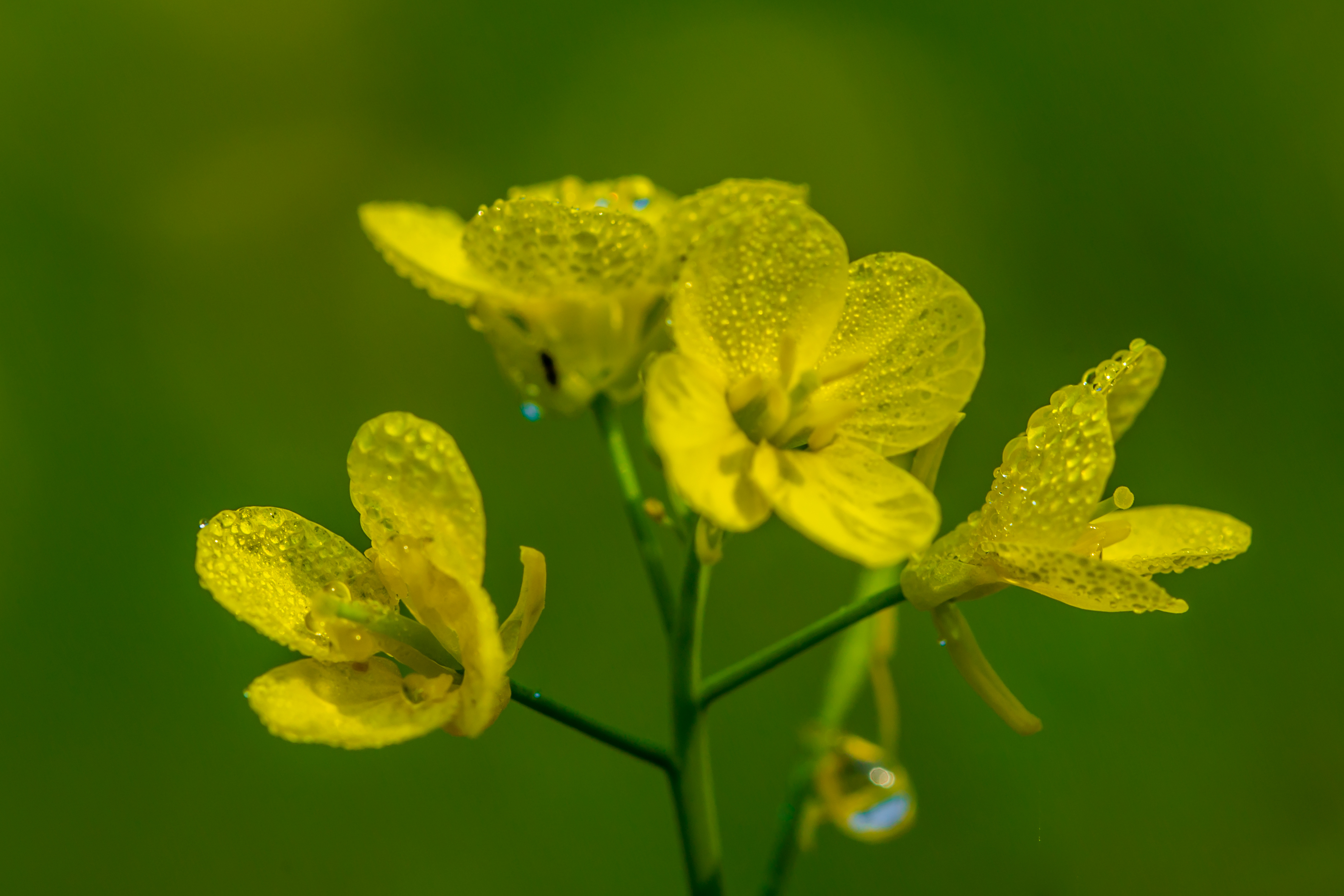
Hoa mùa tạc
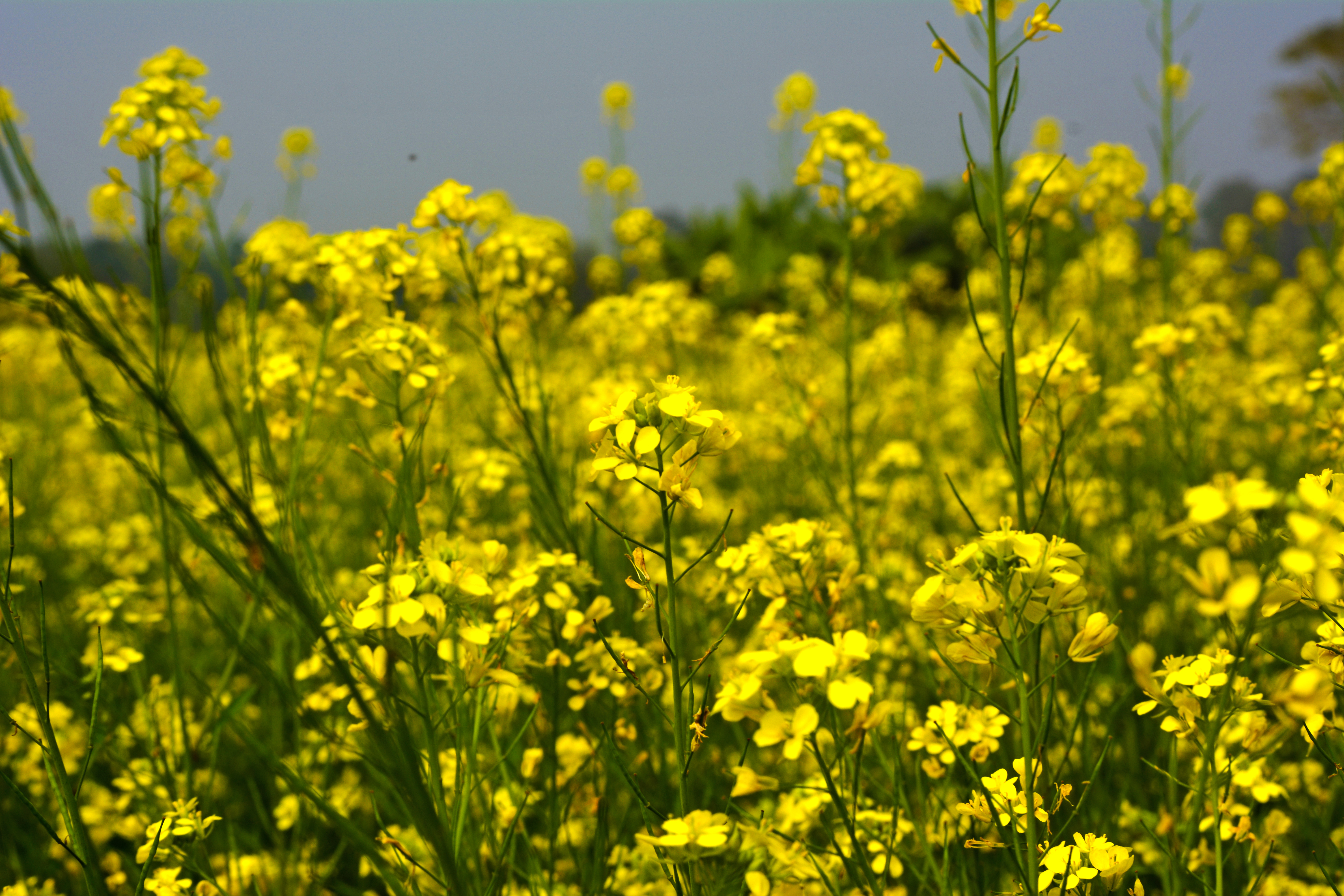
ở Ấn Độ
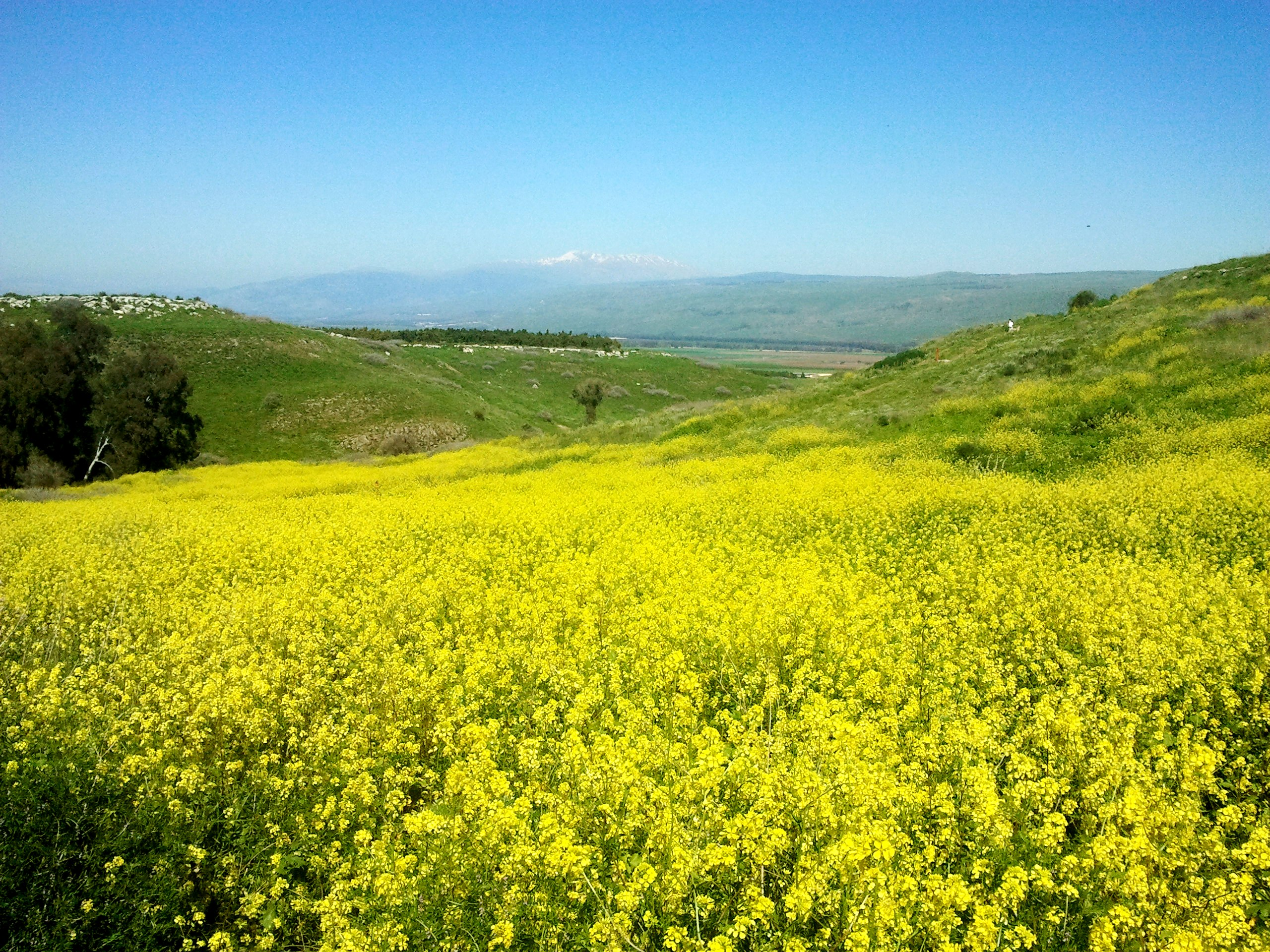
Cánh đồng hoa cải mù tạc ở Do Thái
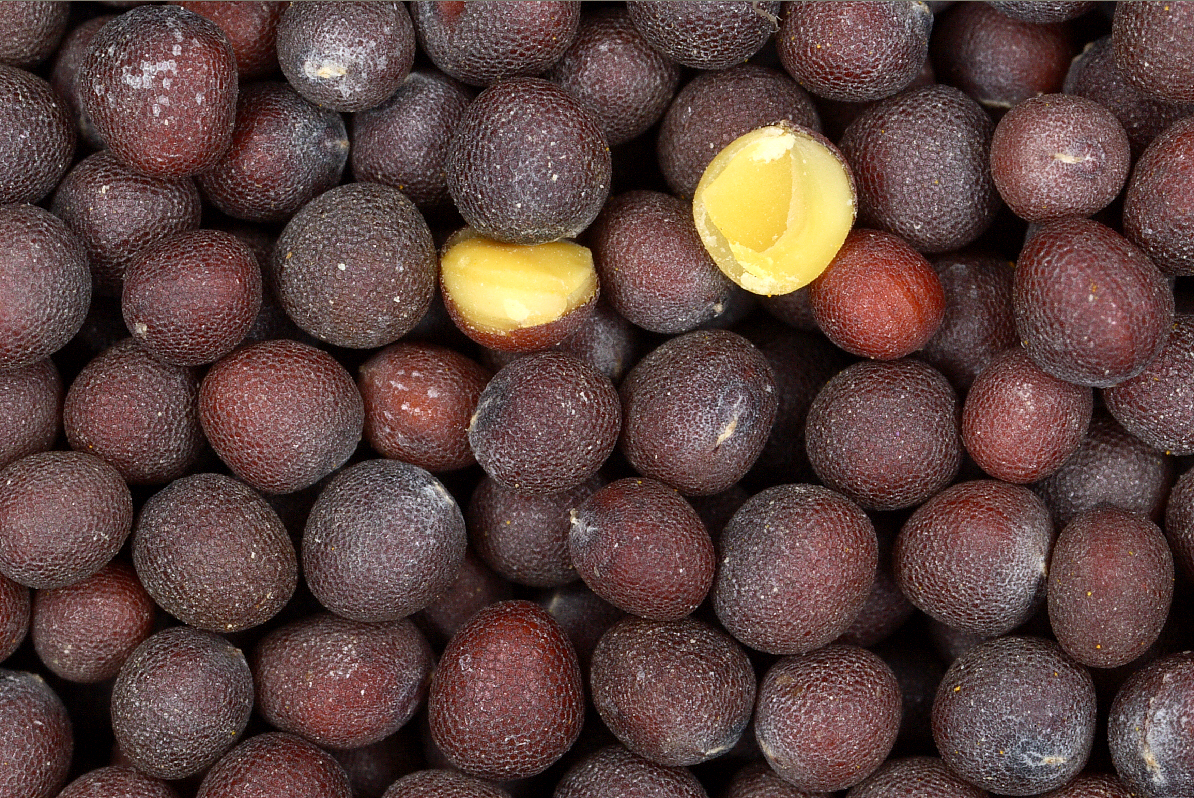
Hạt mù tạc đen
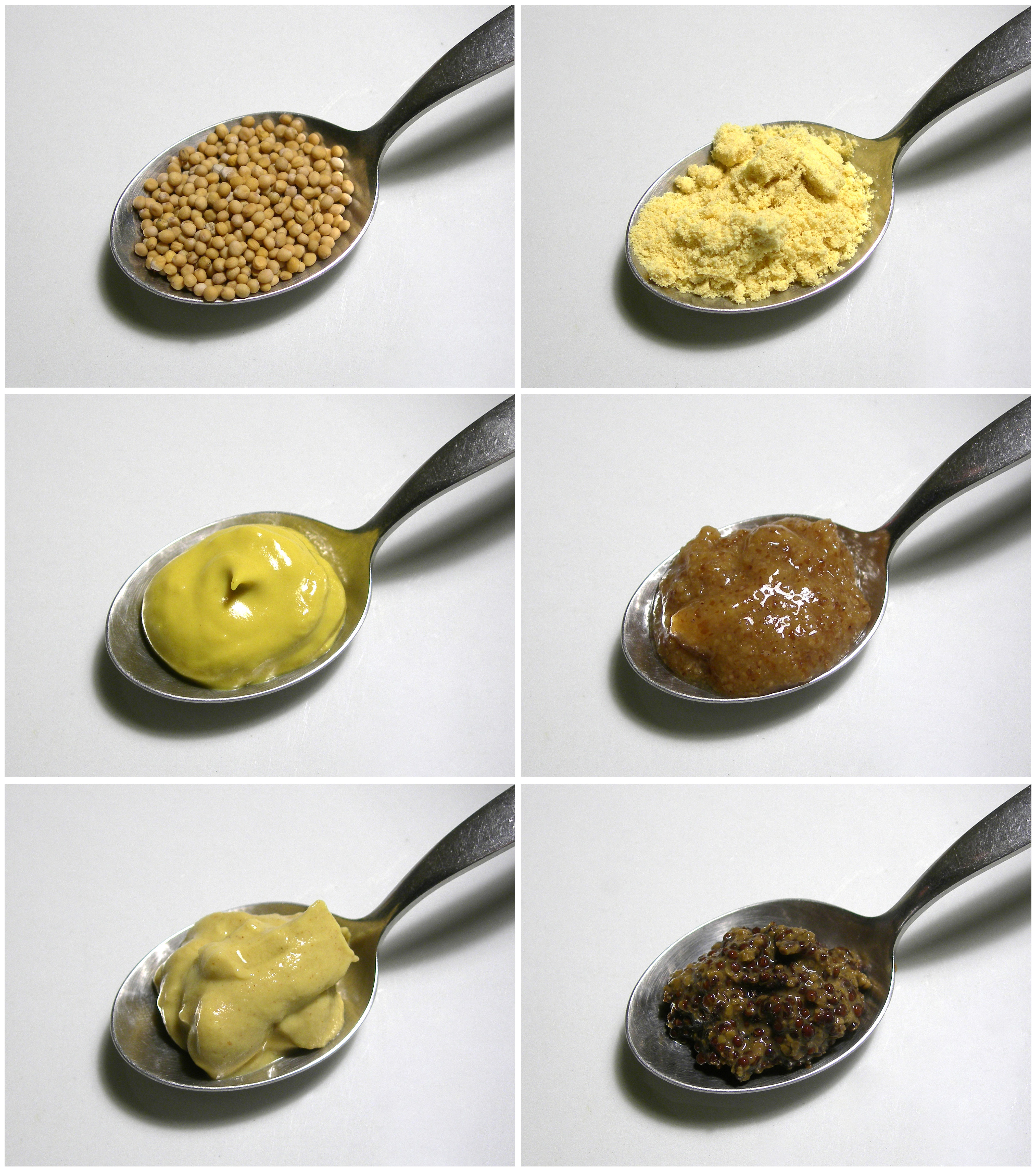
Các loại gia vị mù tạc